# Plandome Manor
Plandome Manor – wieś w Stanach Zjednoczonych, w stanie Nowy Jork, w hrabstwie Nassau.